# Воскресенский некрополь
Воскресенский некрополь — кладбище, расположенное в Ленинском районе Ульяновска, на улице Карла Маркса, 54. Кладбище закрыто для новых захоронений в 1972 году.

## История
В середине XIX века, так как Всехсвятское городское кладбище было переполнено, администрация города Симбирска решила построить новое кладбище. В 1868 году городская управа отмежевала под новое кладбище 5 десятин земли вдоль дороги в с. Мостовую, выкупленных у крестьян Конно-Подгородной слободы и проложила дорогу от Дворцовой улицы (ныне ул. Карла Маркса). С открытием на новом кладбище отвели участок для лютеранского и католического кладбищ. Но подготовка территории затянулась на несколько лет и только в 1874 году оно было открыто.
На 1882 год новое кладбище занимало 6 десятин. Имелась каменная часовня и деревянная караульная изба.
В 1885 году площадь кладбища вновь расширили выкупив городским управлением ещё 10 десятин у крестьян Конно-Подгородной слободы. Для содержания кладбища и строительства церкви была установлена плата за погребение от 3 до 25 руб. Имелся участок для бесплатного погребения.
5 февраля 1888 году на кладбище был отведён участок для Симбирского кадетского корпуса и была построена часовня.
22 мая (4 июня) 1911 года была открыта Воскресенская кладбищенская церковь (арх. Ф. О. Ливчак).
По плану Симбирска 1913 года под кладбище должно было отойти вся Куликовка, но куликовские крестьяне наотрез отказались продавать городу землю.
В 1918-1919 годах здесь была захоронена часть погибших чешских и словацких легионеров.
В 1932 году площадь кладбища составляла 9 га.
В 1940-х годах здесь, в братских могилах, хоронили немцев из лагеря № 215 для военнопленных Второй мировой войны.
В 1950 году кладбище называлось «Новгородским», а площадь увеличилась до 15 га.
В начале 50-х годов появился мемориальный комплекс расположенный на подлинном месте братского захоронения воинов Советской Армии, умерших от ран в госпиталях г. Ульяновска.
В 1954 году, когда строилось Куйбышевское водохранилище, прах Минаевых и памятник Дмитрию Дмитриевичу с Духовского кладбища находившийся в Подгорье у Волги, были перенесены на новое кладбище.

Информационная табличка на Воскресенском некрополе.

С открытием в 1970 году Северного кладбища стал называться «Старым».
Решением горисполкома кладбище закрыто в 1972 году.
В 2000 году, по инициативе главы области Юрия Горячева, территория кладбища была благоустроена,  отремонтирована церковь и был создан новый мемориальный комплекс.
16 сентября 2004 года архиепископ Прокл (Хазов) возглавил Божественную литургию, после которой была отслужена панихида. По окончании гроб с останками владыки Анатолий (Максимович) был обнесён вокруг Богородице-Неопалимовского храма и крёстным ходом доставлен на Старое городское кладбище. Архиепископ Прокл в сослужении городского духовенства совершил заупокойную литию и погребение архипастыря у алтаря Воскресенского храма.
22 октября 2015 года на кладбище установили памятник чешским легионерам .
В 2018 году некрополь получил статус объекта культурного наследия.
В 2023 году в Ульяновское региональное отделение ОНФ обратились представители общественных ветеранских организаций с просьбой поддержать их идею наделить Воскресенский некрополь статусом Военного Мемориального кладбища.

## Известные люди, похороненные на кладбище
Здесь похоронены многие военачальники, государственные и политические деятели, деятели науки, медицины, культуры, искусства и литературы. Наиболее известные могилы: поэта Дмитрия Дмитриевича Минаева (1835—1889) и его отца Дмитрия Ивановича Минаева (1808—1876); князя Баратаева Сергея Михайловича; генерал-майор Добровольческой армии Постовского Владимира Ивановича; писателя Потанина Гавриила Никитича; русский общественный деятель Мартынов Павел Любимович; художник Глинка Яков Васильевич; Герой Труда, друг семьи Ульяновых Кашкадамовой Веры Васильевны (1858—1931); Герой Труда Медведева Мария Григорьевна; русский прозаик, поэт Ильин Николай Николаевич; Героя Социалистического Труда Пинкова Фёдора Максимовича; народной артистки России Радиной Лии Ефимовны и её мужа Шаромова Матвея Филипповича (1905—1968), актёр УОДТ, Заслуженный артист РСФСР ; советский изобретатель, создатель Шоринофона Шорин Александр Фёдорович; один из родоначальников чувашской литературы Юркин Иван Николаевич; русский советский художник, бывший директор Симбирского художественного музея Остроградский Алексей Николаевич; советский государственный и партийный деятель Тетюшев Пётр Алексеевич; советский лингвист и переводчик Сухотин Алексей Михайлович; российский и советский врач-офтальмолог Суров Григорий Иванович; Пифиев Василий Асафович, полицмейстер Симбирской губернии в 1888—1916 годах; здесь похоронен праправнука А. С. Пушкина, сын Г. Г. Пушкина Александр Григорьевич Пушкин (1936—1942), со смертью которого в России прервался род поэта по мужской линии; здесь похоронен дядя Владимира Семёновича Высоцкого Сергей Максимович Серёгин (1904—1964); Турская Любовь Александровна, заслуженный художник РСФСР; Тулайкова Клавдия Петровна — доктор биологических наук, профессор, заслуженный деятель науки РСФСР, пемянница известного учёного в области агрономии академика Н. М. Тулайкова, в семье которого она воспитывалась, жена — С. С. Берлянда; Тобиас Ян Петрович — директор Ульяновского рабфака в 1930-х годах; Чеблуков Василий Прохорович — главный инженер предприятия; Сарычев Иван Фёдорович (1899—1966) — главный энергетик Ульяновского завода им. Володарского; Береснев Анатолий Ефимович — секретарь отдела пропаганды и агитации обкома КПСС, член бюро областного отделения Союза журналистов СССР; Нагашев Василий Петрович — купец; Скипетров Александр Иванович — главный психиатр Ульяновской области в 1945—72 гг.; Юрий Александрович Ершов — артист УДТ, режиссёр телевидения; Голодяевская Ирма Михайловна — советская певица (часть праха, уч. 12 № 20); Васильев Григорий Васильевич (1898—1972) — председатель управления Ульяновского отделения союза художников, скульптор; Сорокин Иван Петрович (1896—1971) — заслуженный врач РСФСР, главный хирург Ульяновской области; Чебоксаров Николай Александрович (1831—1901) — симбирский купец 1-й гильдии, почётный гражданин Симбирска, городской голова в 1891—1893 гг.; Шубин Кузьма Иванович (1901—1966) — начальник Ульяновской школы высшей лётной подготовки; советский государственный и партийный деятель Илларионов Иван Илларионович; литератор Николай Александрович Мандрыкин (1842—1894); актёр Константин Зефиринович Пузинский (1836—1916); Михаил Иванович Козьмин (1879—1955) — симбирский (ульяновский) художник-живописец; Афанасьев Василий Филиппович (1844—1903) — русский архитектор. 
Священнослужители: Анатолий (Максимович) (уч. № 1, могила № 11); Иоаким (Благовидов); Иоанн (Братолюбов); протоиерей Александр Михайлович Керенский (родной брат Ф. М. Керенского, родной дядя А. Ф. Керенского); Борис Семёнович Крыжин — настоятель Воскресенской церкви; настоятельницы Спасского женского монастыря игуменьи Феофания и игуменьи Екатерины, и двух монахинь Афанасии и Ираиды; Цветков Николай Александрович (1888—1967) — протоирей; Комарова Валентина Ивановна (Валентина Симбирская) (1884—1970) — блаженная; Отец Иеремий Ломницкий (1860—1916) — украинский греко-католический священник, основатель монашеской конгрегации Сестёр служительниц Пренепорочной Девы Марии.

## Мемориалы некрополя
Воинские Мемориалы

Братская могила советских воинов (скульптор О.А. Клюев).

Памятник на Братской могиле советских воинов.

Здесь много захоронений времён Великой Отечественной войны: Герой Советского Союза Лаптев Павел Васильевич, генерал-майор Шуров Пётр Евдокимович, полный кавалер ордена Славы Аблуков Александр Михайлович; советский военный деятель Шапиро Григорий Яковлевич; советский военачальник, генерал-майор Мирошниченко Григорий Кузьмич; военный деятель, генерал-майор Суханов Михаил Афанасьевич; Филатов Иван Григорьевич — гвардии старший лейтенант   ; воины, умершие в госпиталях Ульяновска в 1941—1945 годах. 
Братская могила борцов за власть Советов, казнённых в 1918 году («Могила пяти комиссаров»).
Братская могила советских воинов, умерших от ран в госпиталях в годы ВОВ 1941—1945 годах.
Братская могила экипажа, погибшего при воздушной катастрофе военного самолёта в октябре 1944 года.
Кенотаф чехословацким легионерам.
Гражданские Мемориалы
Братское захоронение лётчиков Ульяновской школы высшей лётной подготовки, разбившихся в 1960 и 1962 годах.
Братское захоронение лётчиков Ульяновской школы высшей лётной подготовки, разбившихся в Кишинёве в 1970 году.

## Галерея

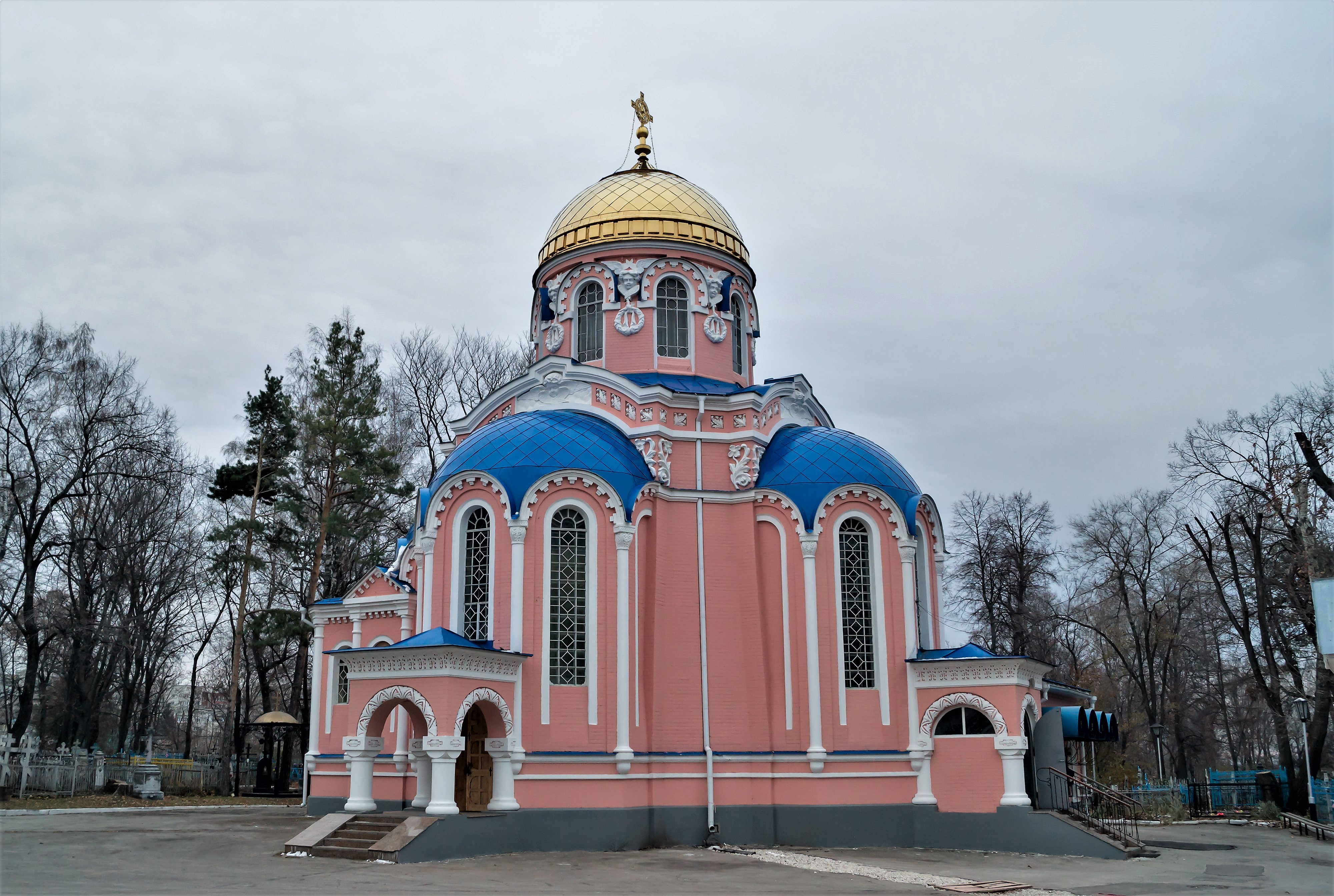
Церковь Воскресения Христова
Воскресенский храм
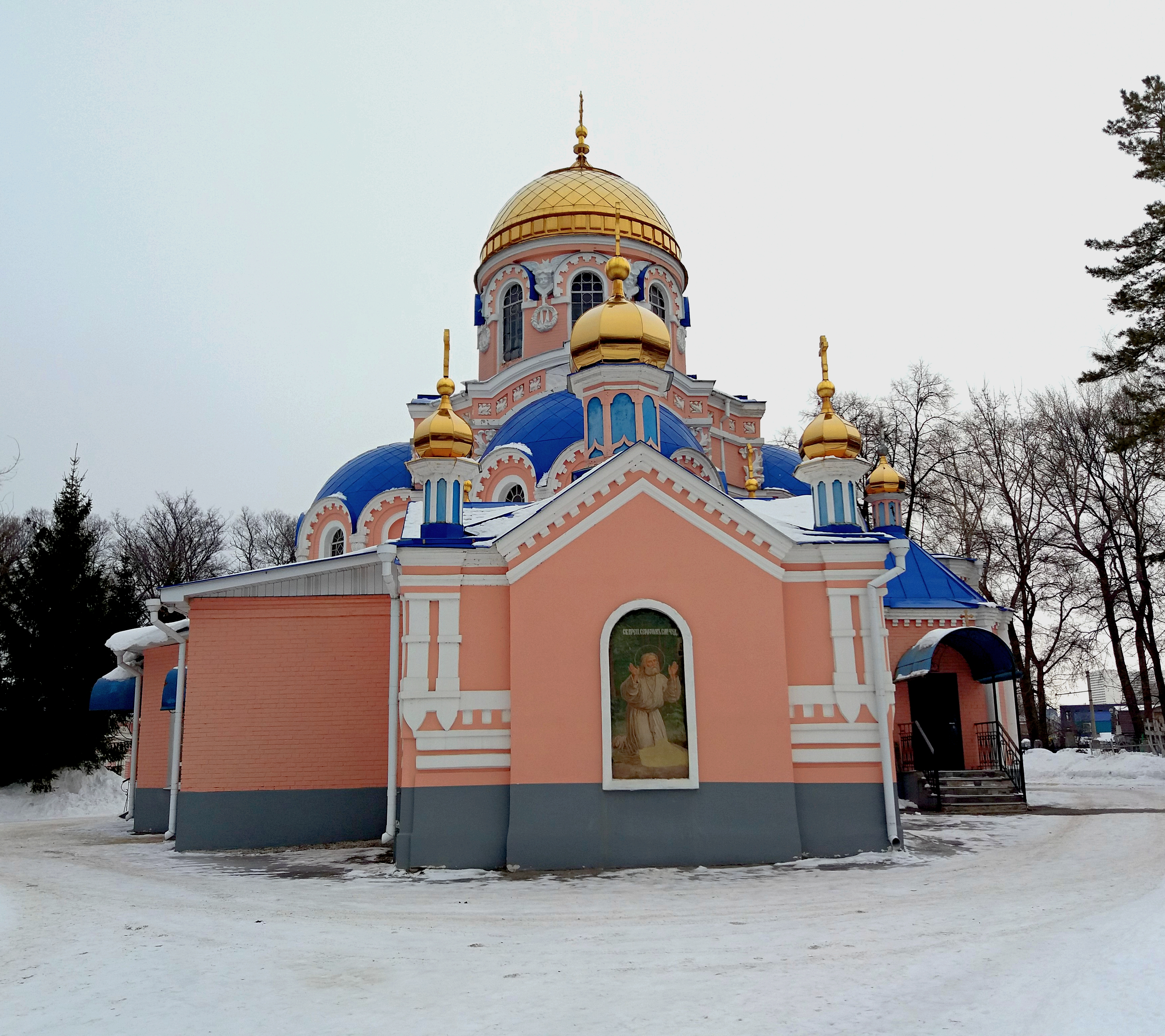
Воскресенский храм
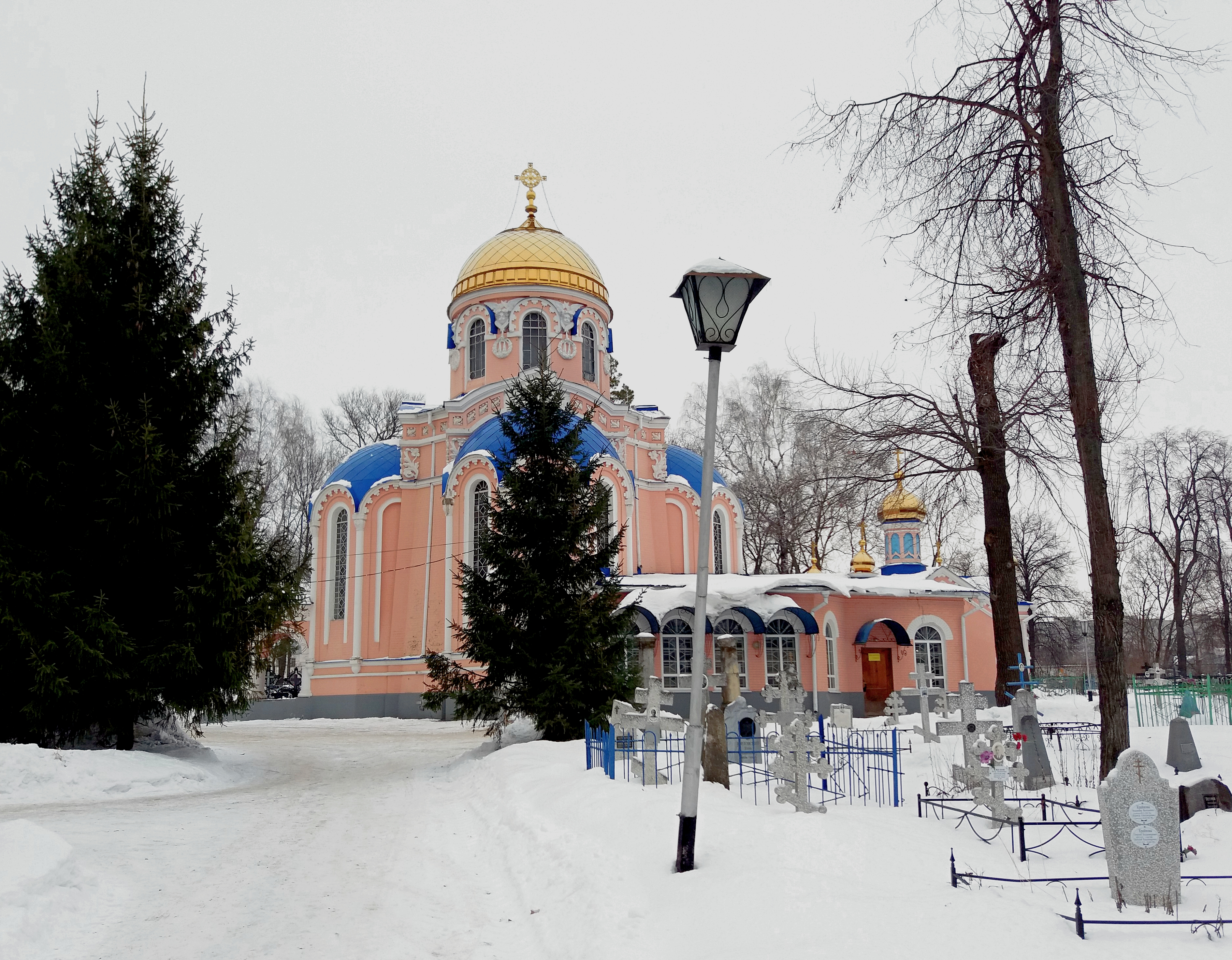
Воскресенский храм
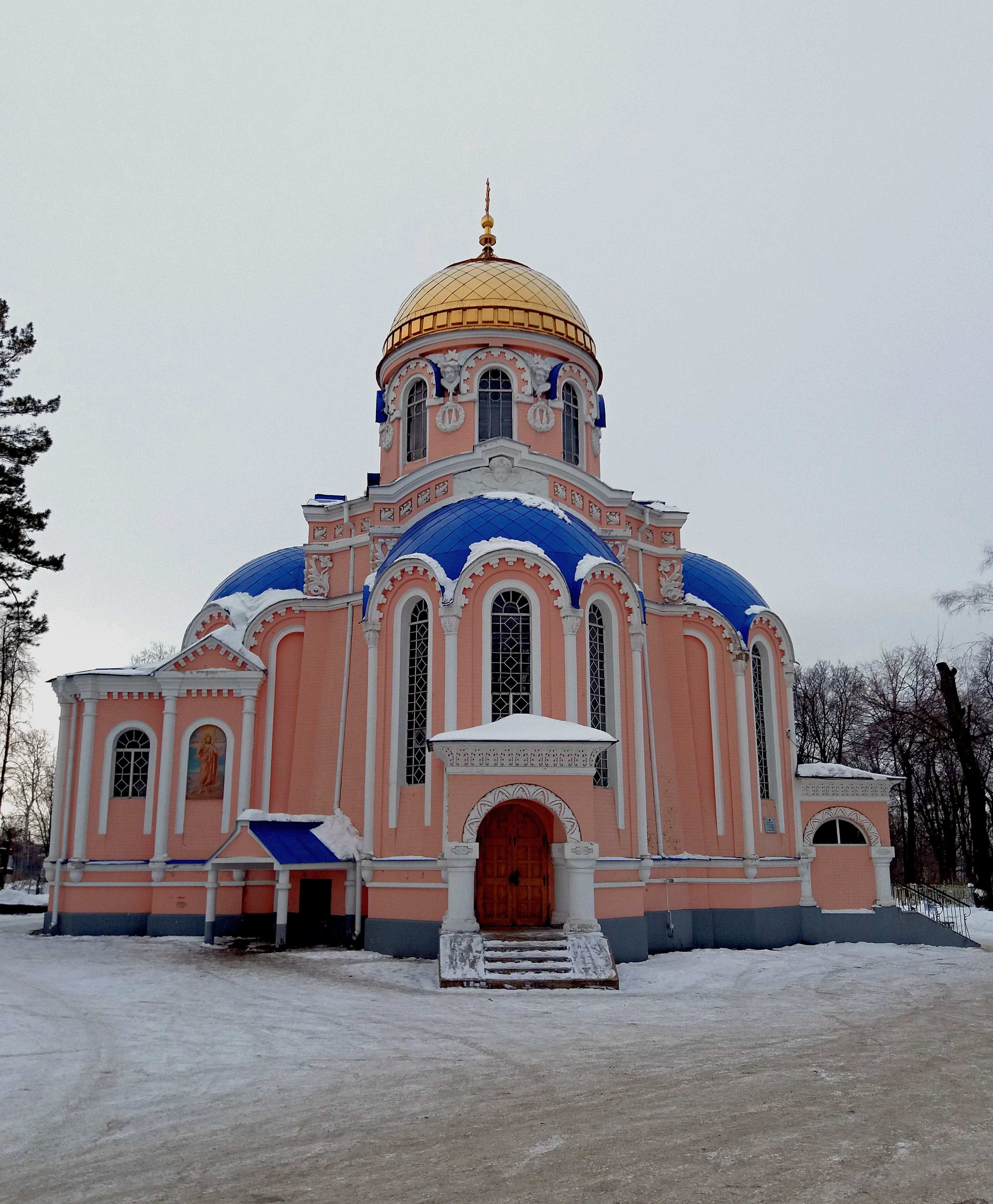
Воскресенский храм
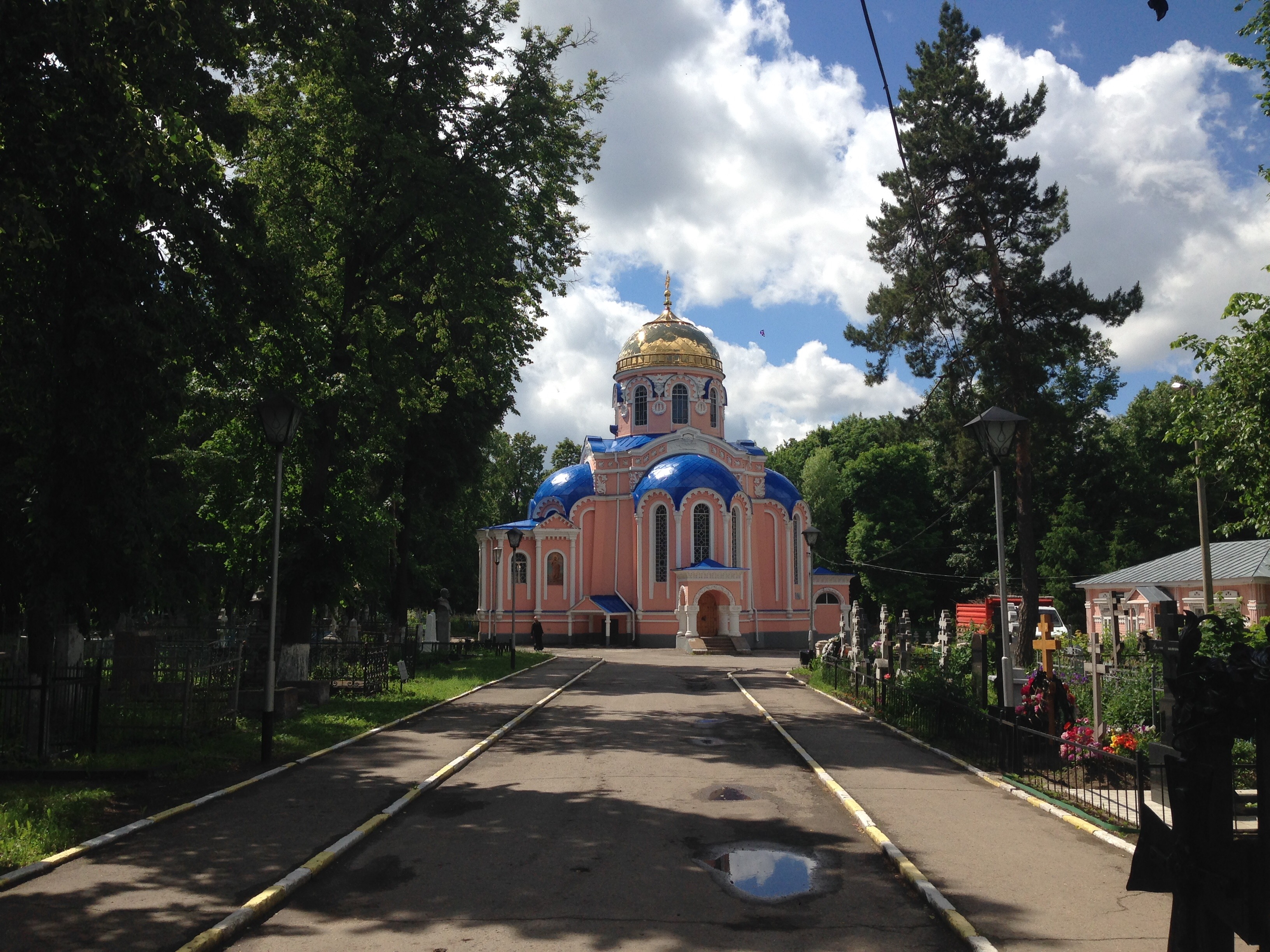
На Воскресенском некрополе
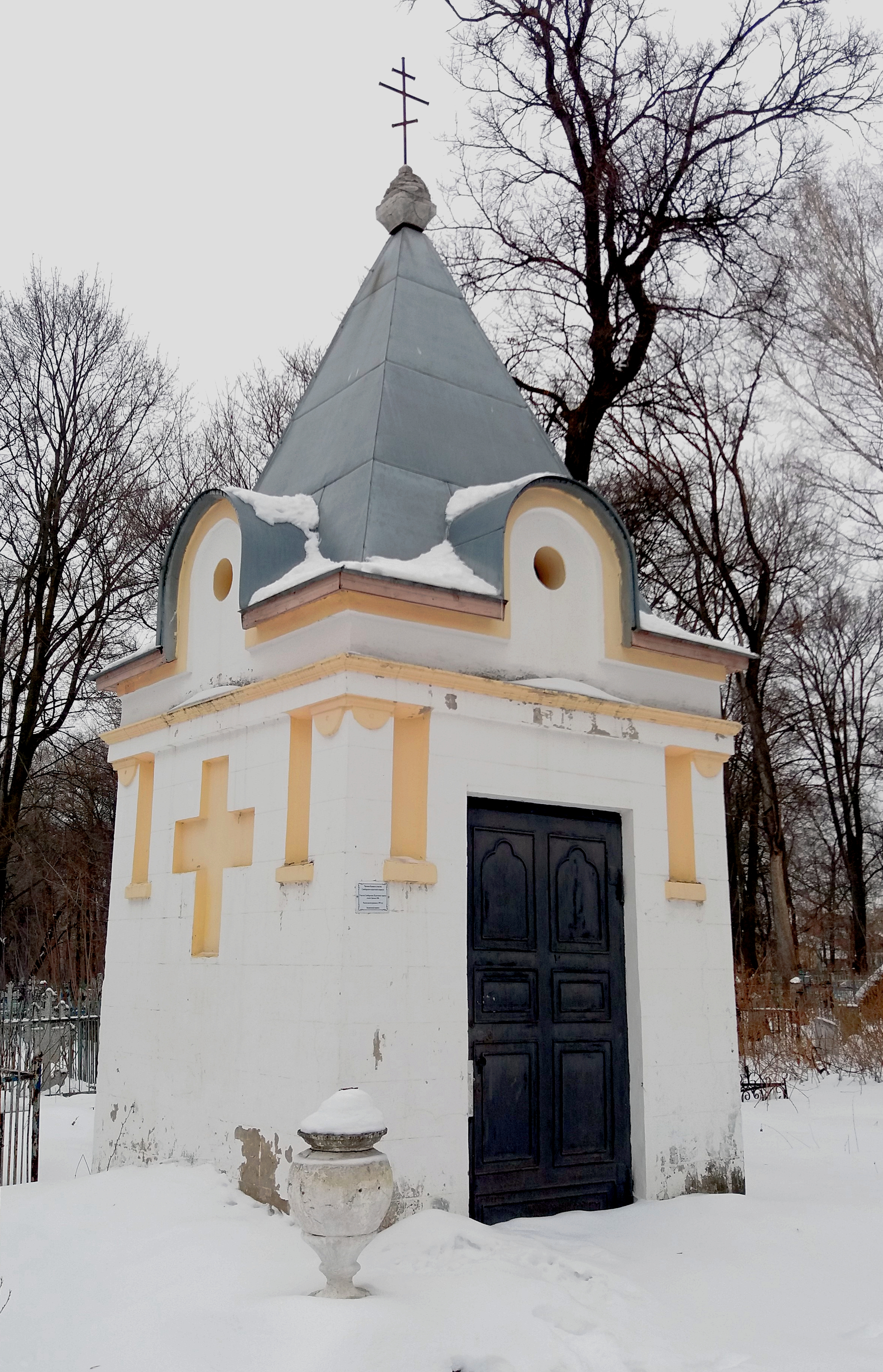
Часовня
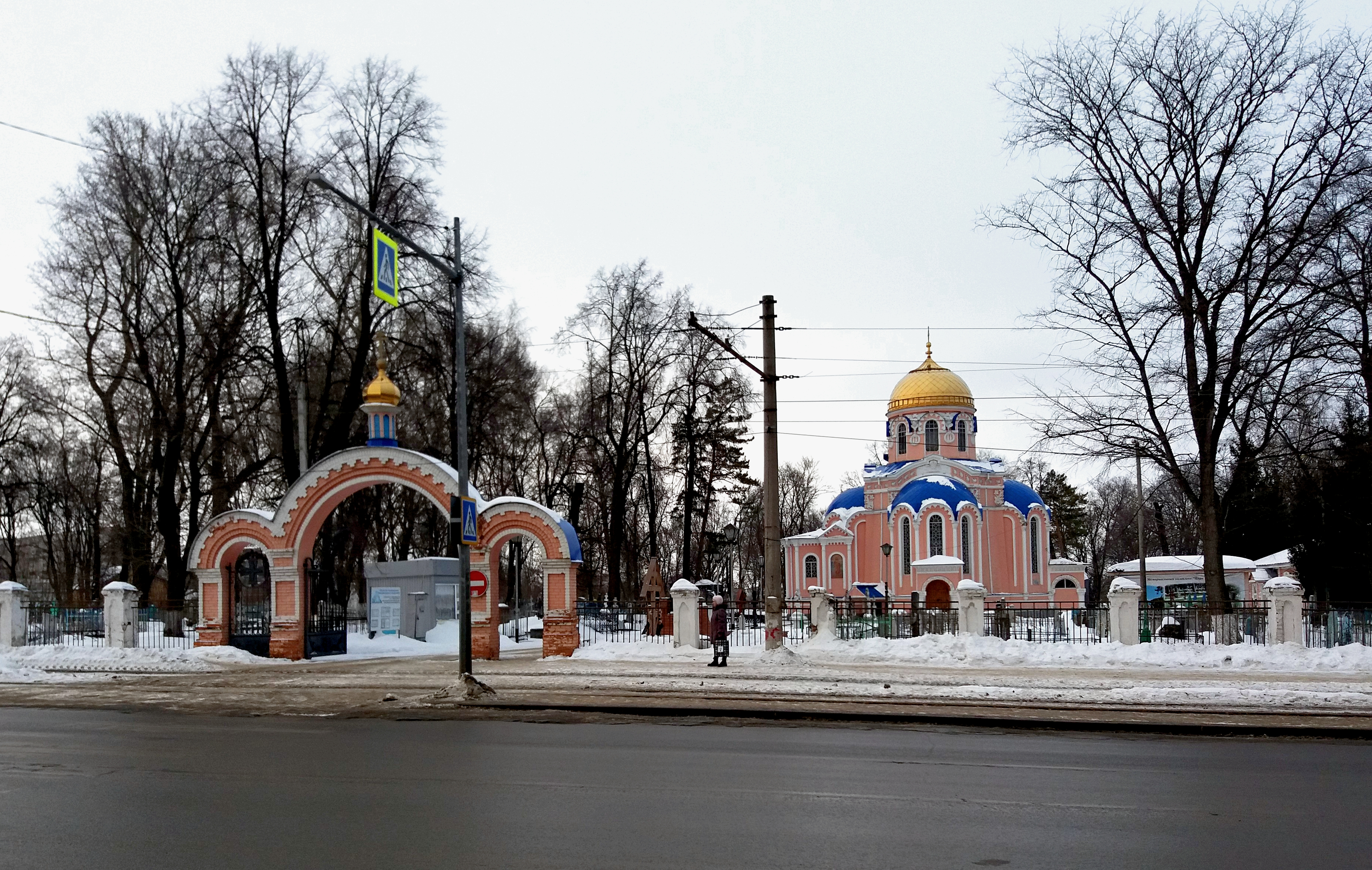
Общий вид Воскресенского некрополя
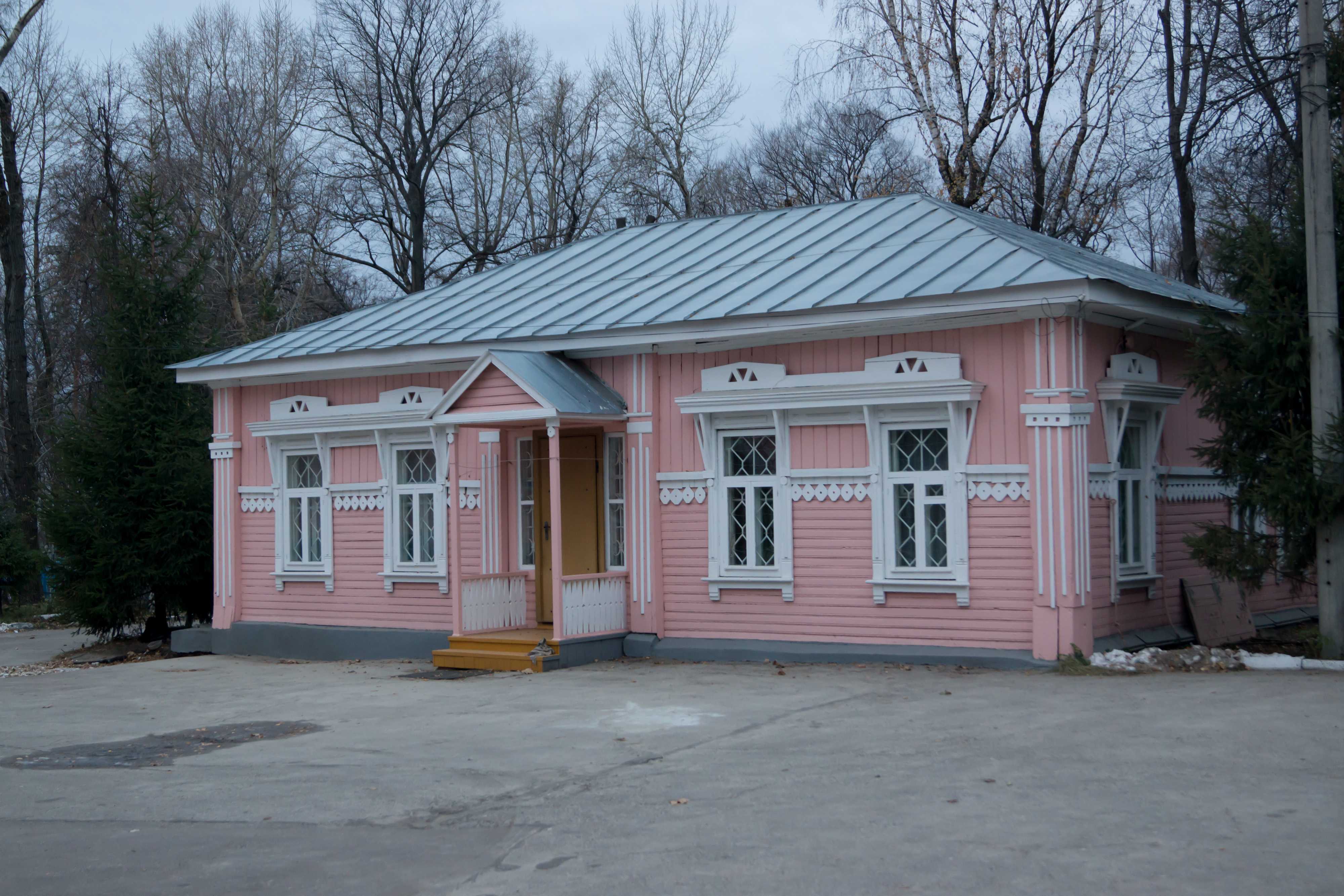
Комплекс церкви Воскресения Христова
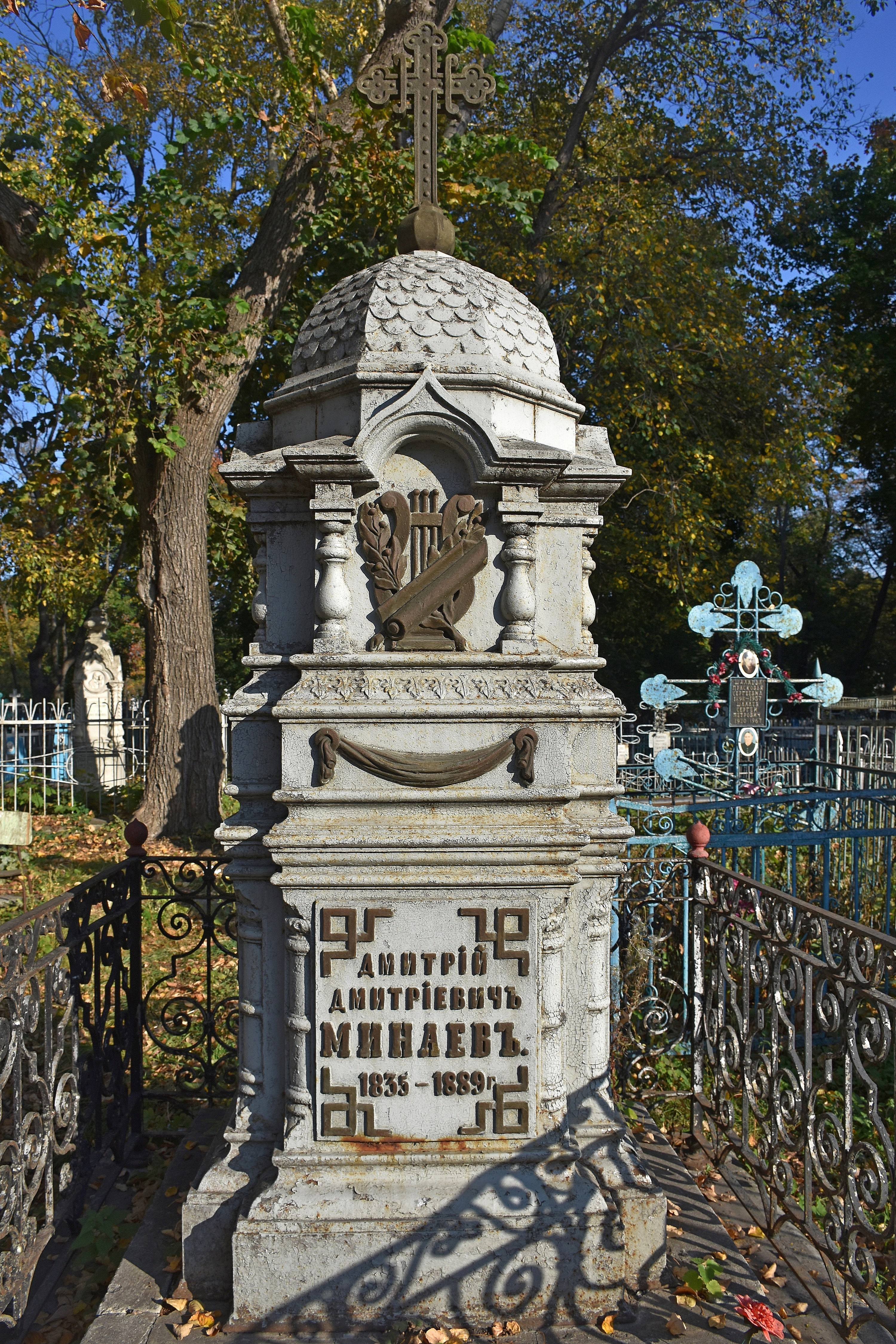
Могила Д. Д. Минаева
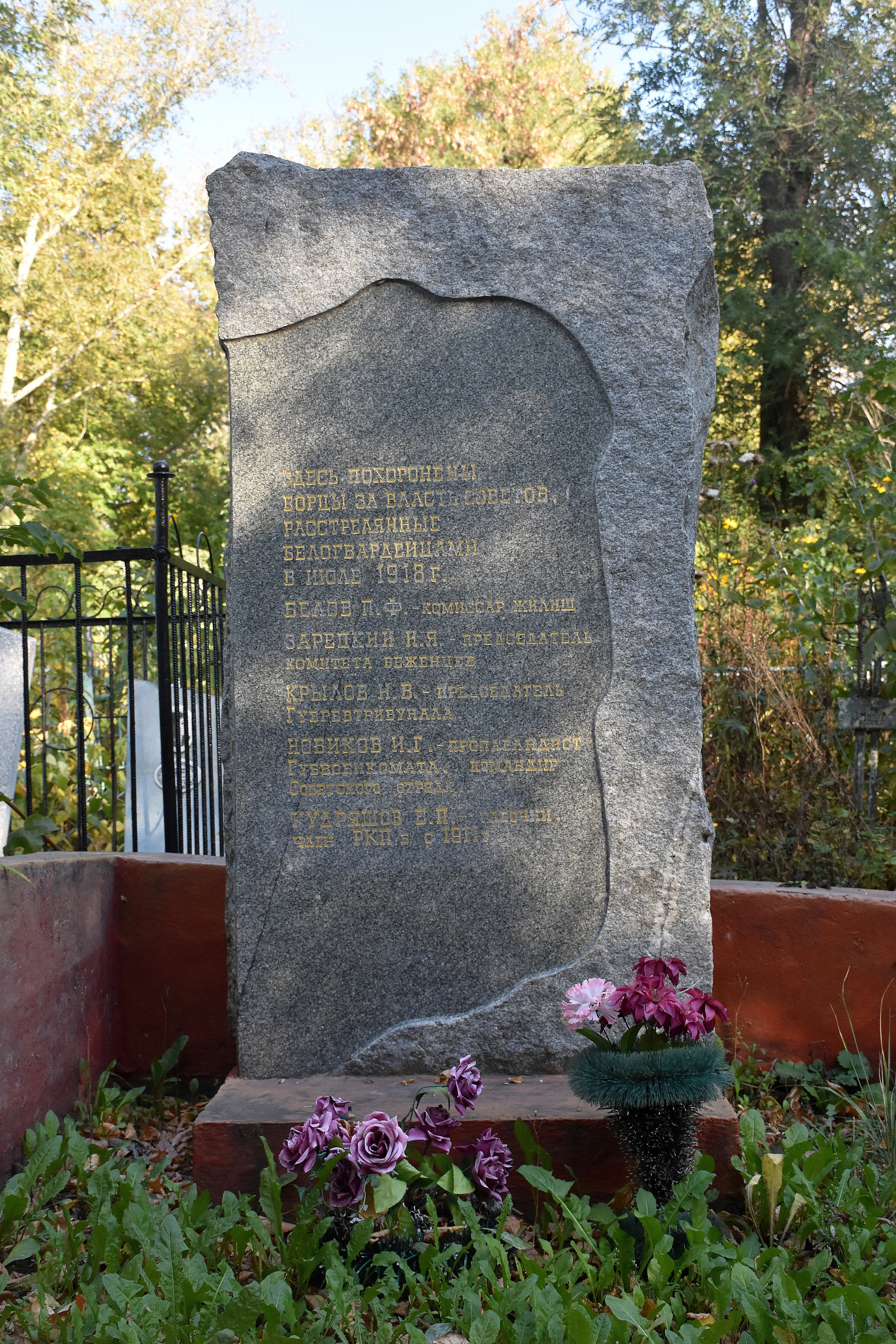
Могила активных участников установления Советской власти в Симбирске, расстрелянных белогвардейцами
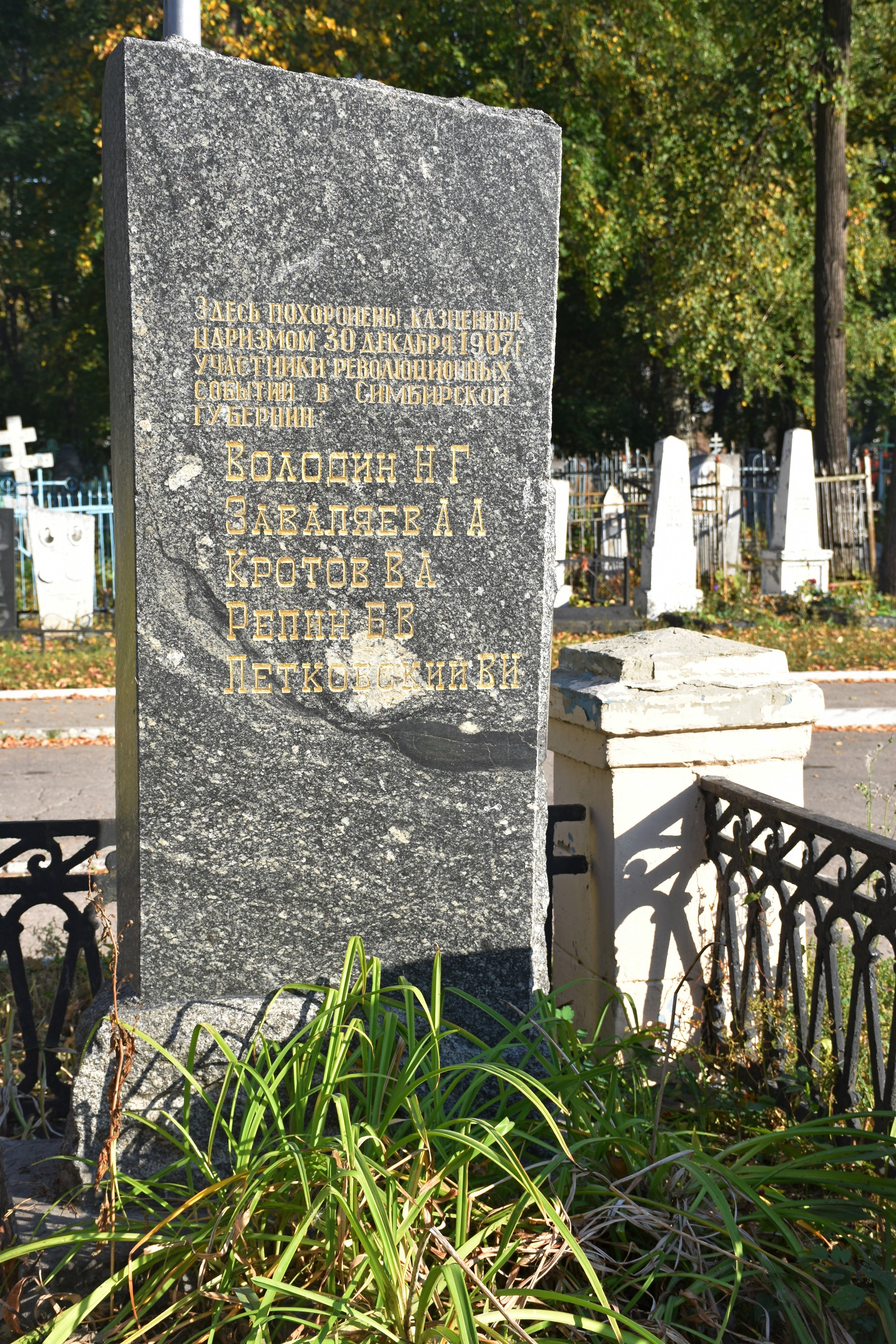
Могила социалистов-революционеров, казнённых царским правительством
Могила архиепископа Анатолия
Могила князя С. М. Баратаева
Надгробный памятник П. Е. Шурову
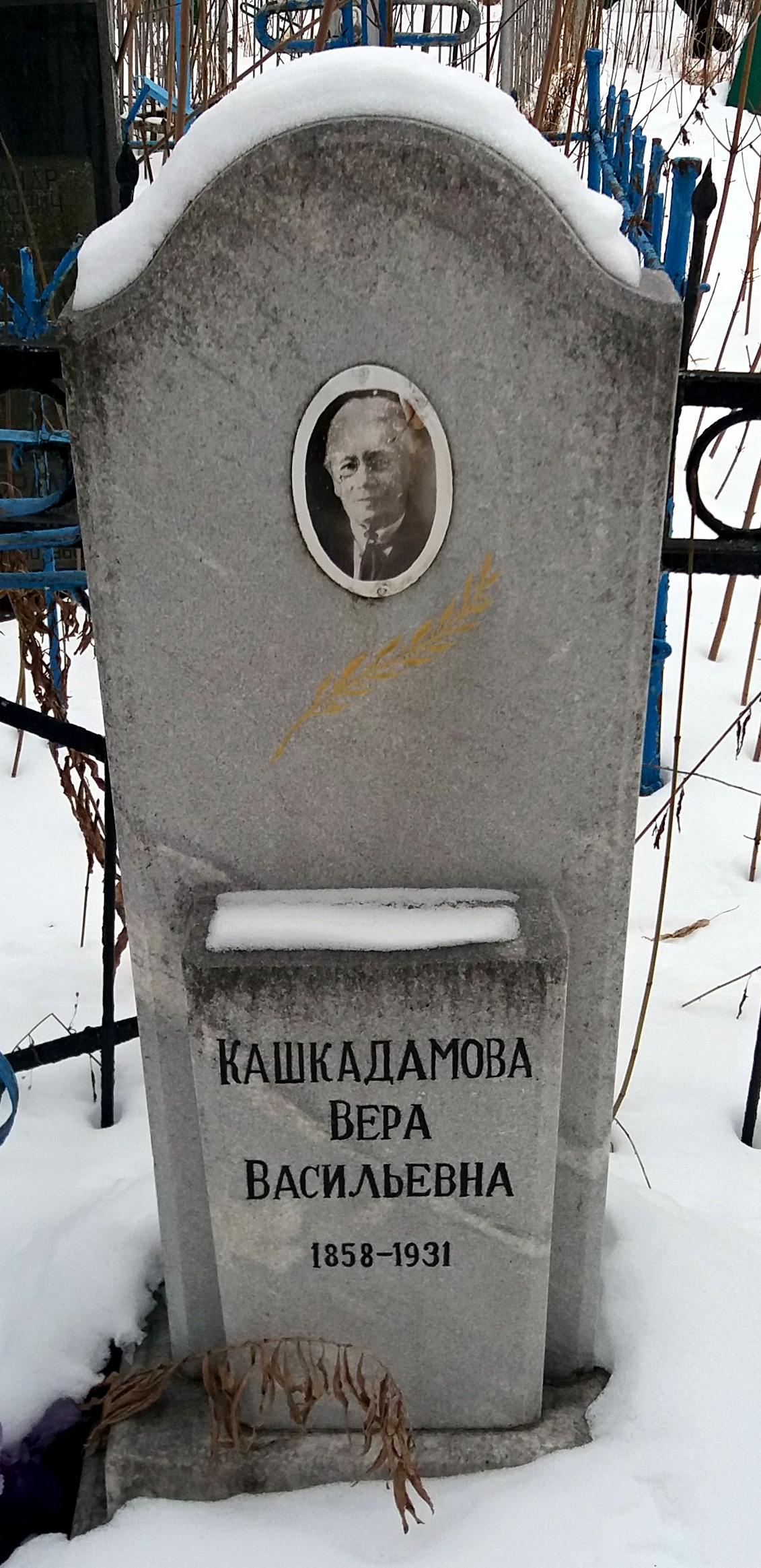
Могила Веры Васильевны Кашкадамовой
Могила Тулайковой Клавдии Петровны
Поклонный крест
Могила Василия Петровича Нагашева
Мемориал воинам умершие в госпиталях Ульяновска в 1941—1945 годах
Могила протоиерея Б. С. Крыжина и супруги
Могила монахини Серафимы (Зайцева)
Могила Павловой М. М.
Могила поэта Дмитрия Дмитриевича Минаева
Надгробный памятник Ценину К. К.
Надгробный памятник Антипиной Е.
Памятник Г. И. Сурову (ск-р О. А. Клюев)

Памятник чешским легионерам.
Могила головы Симбирска Чебоксарова Николая Александровича.
Могила епископа Иоакима (Благовидова).
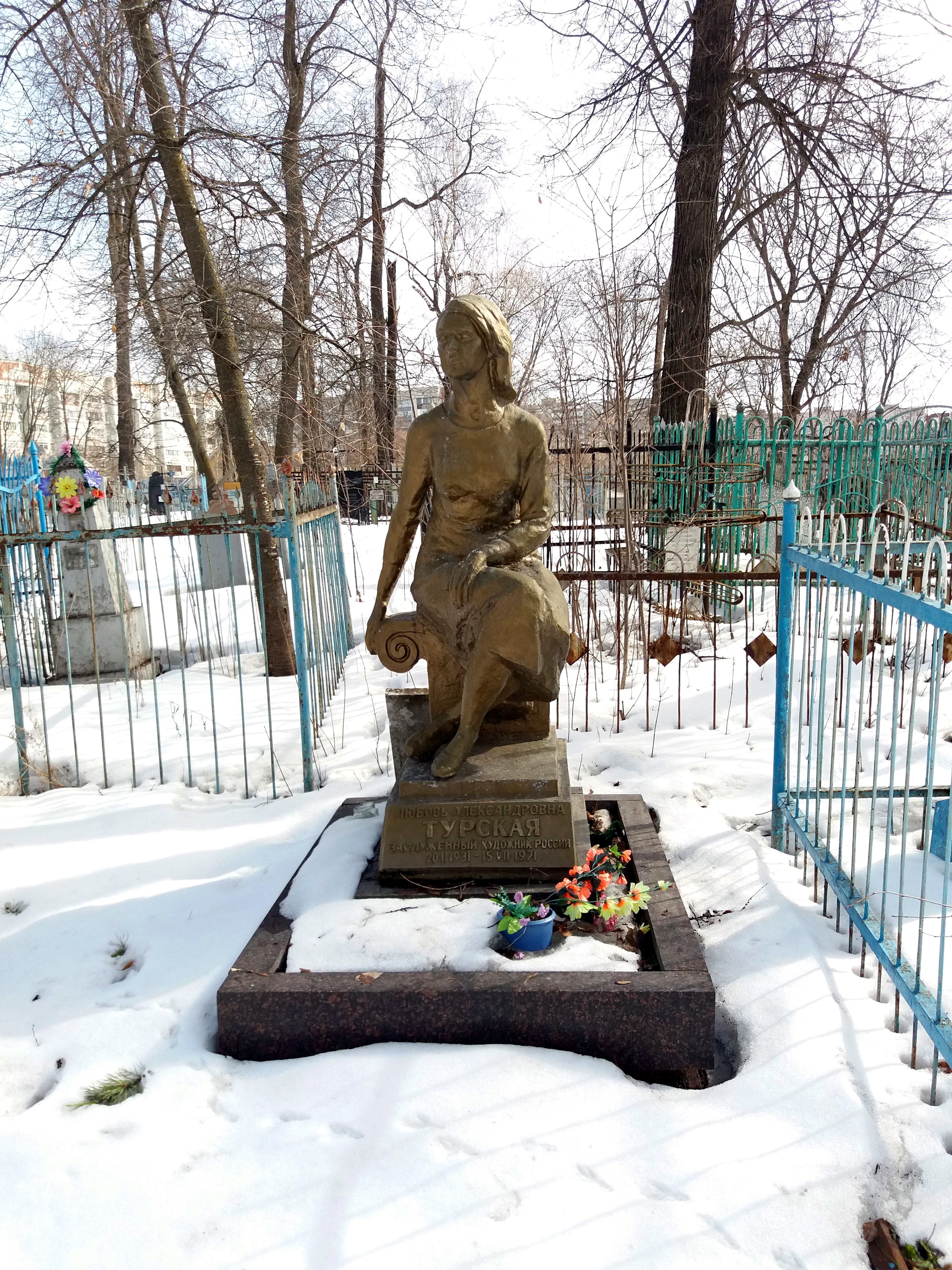
Памятник Любови Турской (ск-р О. А. Клюев).
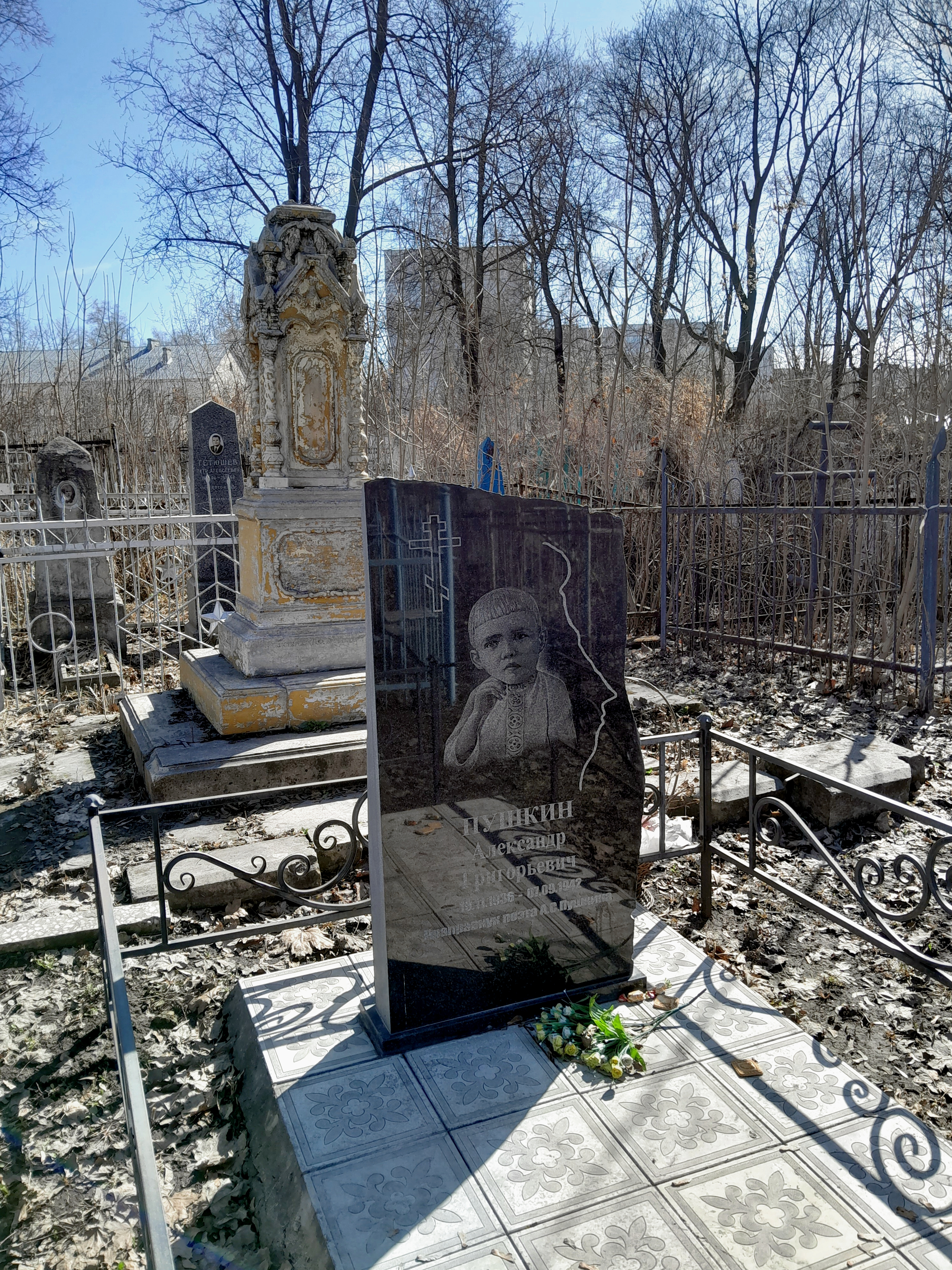
Памятник праправнука А. С. Пушкина.
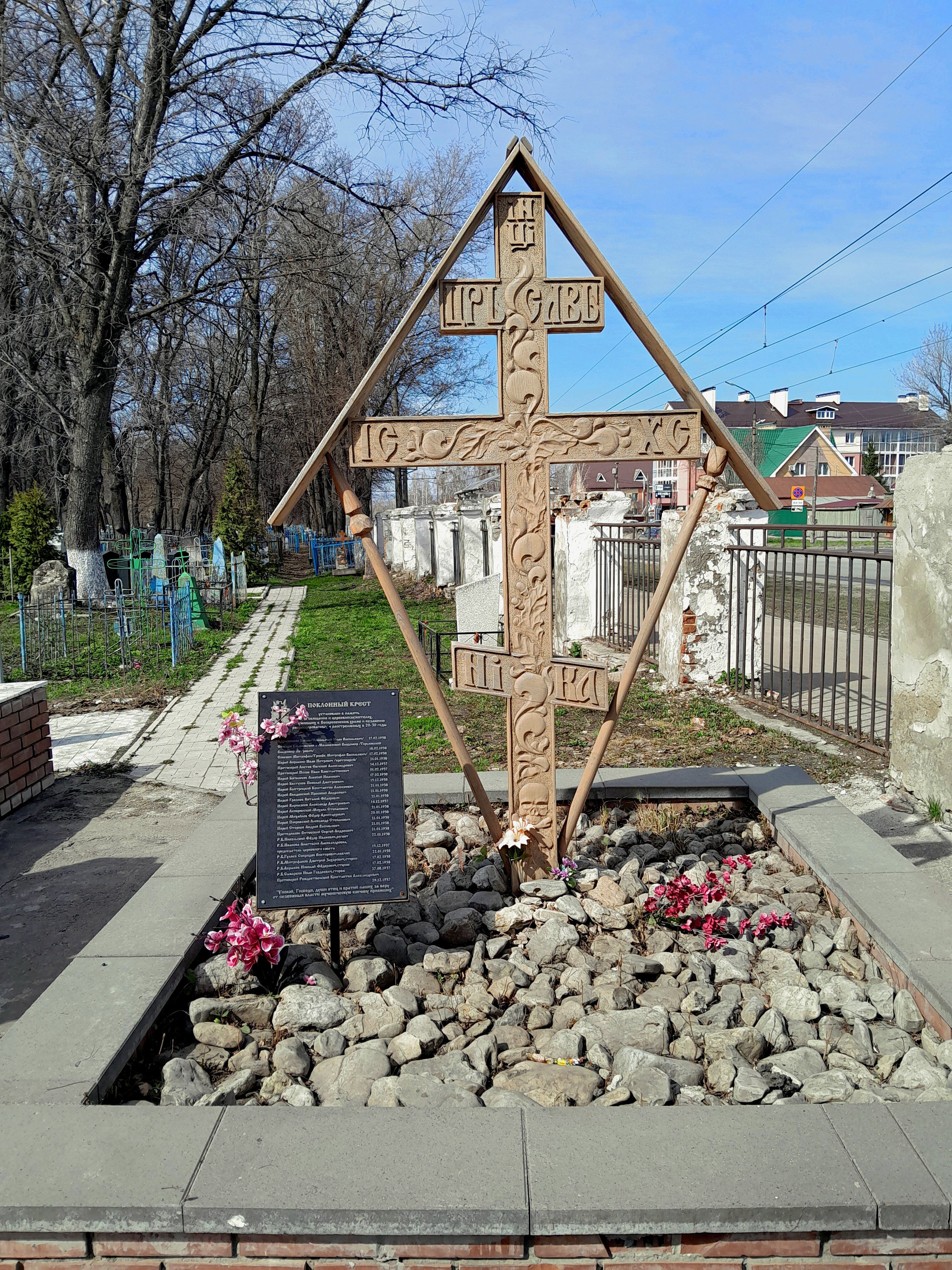
Поклонный крест.
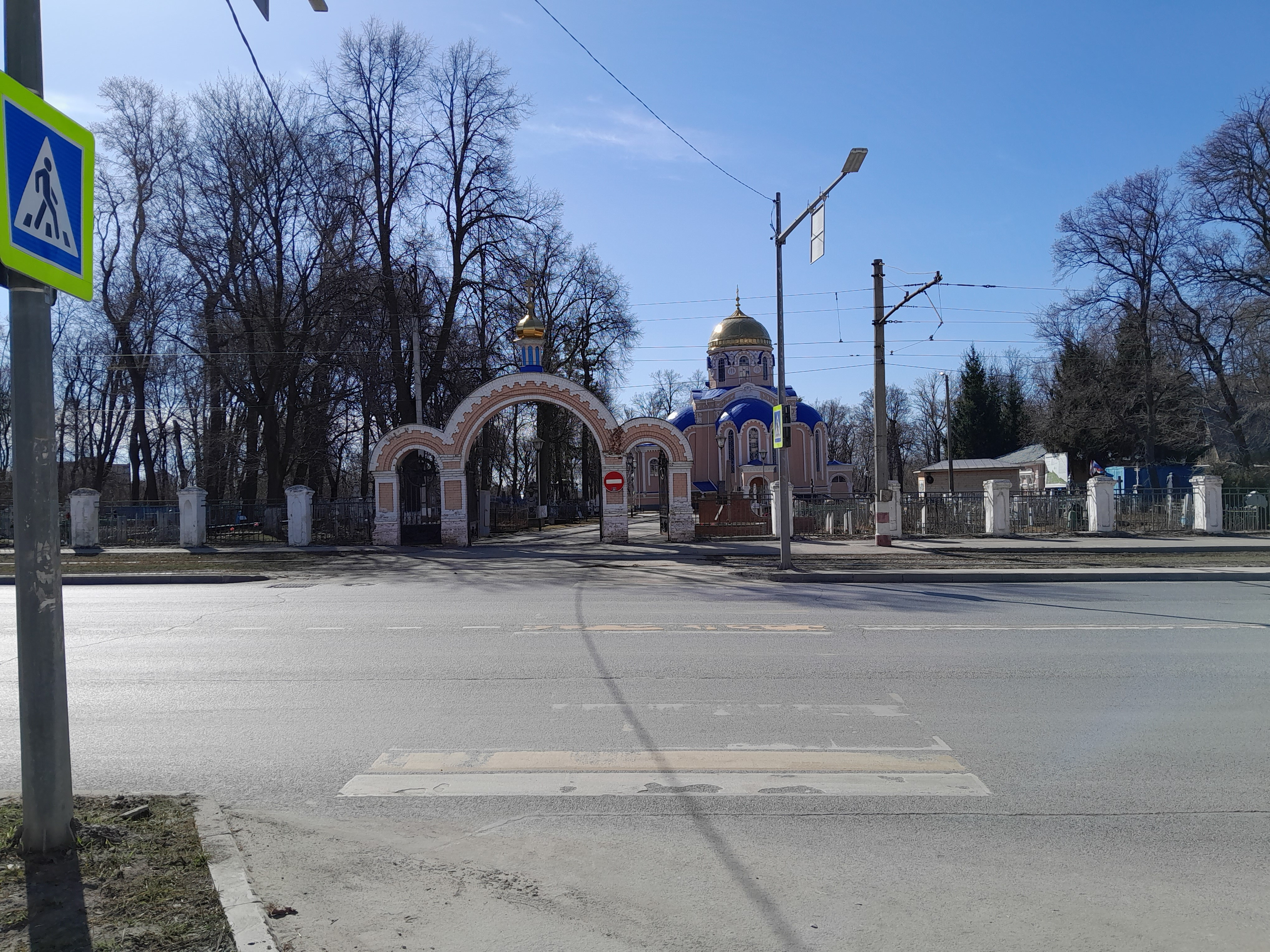
Воскресенский некрополь.
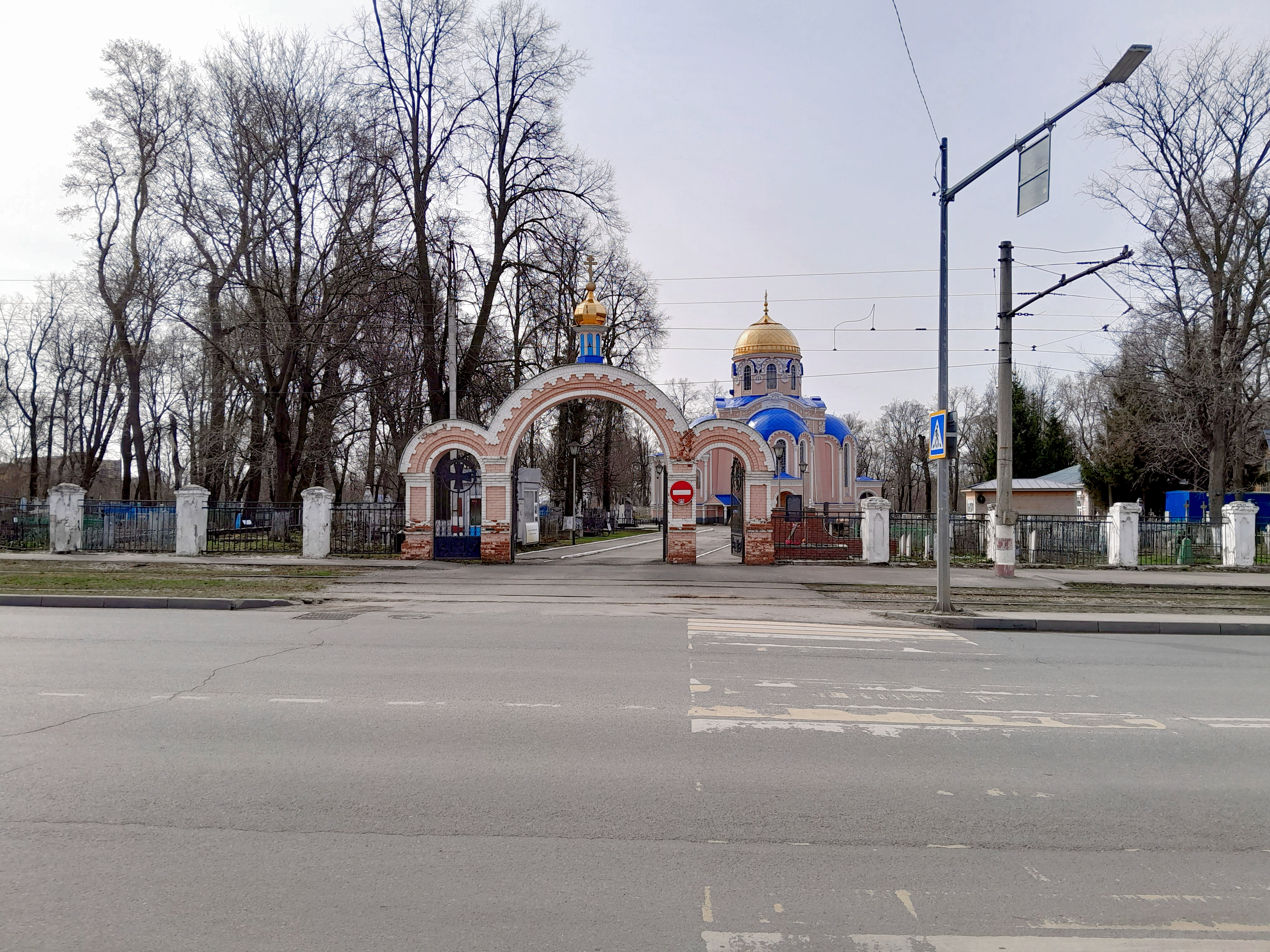
Воскресенский некрополь.